# Liste der Biografien/Rip
Liste der Biografien |
Portal Biografien |
Personensuche
# |
A |
B |
C |
D |
E |
F |
G |
H |
I |
J |
K |
L |
M |
N |
O |
P |
Q |
R |
S |
T |
U |
V |
W |
X |
Y |
Z |
?
 
Ra |
Rb |
Rd |
Re |
Rh |
Ri |
Rj |
Rk |
Rl |
Rm |
Rn |
Ro |
Rr |
Rs |
Rt |
Ru |
Rv |
Rw |
Rx |
Ry |
Rz
 
Ria |
Rib |
Ric |
Rid |
Rie |
Rif |
Rig |
Rih |
Rii |
Rij |
Rik |
Ril |
Rim |
Rin |
Rio |
Rip |
Riq |
Rir |
Ris |
Rit |
Riu |
Riv |
Riw |
Rix |
Riy |
Riz
Die Liste der Biografien führt alle Personen auf, die in der deutschsprachigen Wikipedia einen Artikel haben. Dieses ist eine Teilliste mit 139 Einträgen von Personen, deren Namen mit den Buchstaben „Rip“ beginnt.

## Rip
- Rip, Paula, niederländische Badmintonspielerin
- Rip, Willem Cornelis (1856–1922), niederländischer Landschaftsmaler

### Ripa
- Ripa di Meana, Carlo (1929–2018), italienischer Politiker, MdEP
- Ripa di Meana, Marina (1941–2018), italienische Fernsehpersönlichkeit, Modedesignerin und Dame der Gesellschaft sowie Filmregisseurin und Autorin
- Ripa, Andrea (* 1972), italienischer Geistlicher und römisch-katholischer Kurienbischof
- Ripa, Cesare († 1622), italienischer Schriftsteller
- Ripa, Kelly (* 1970), US-amerikanische Schauspielerin und FernsehmoderatorinKelly Ripa (* 1970)

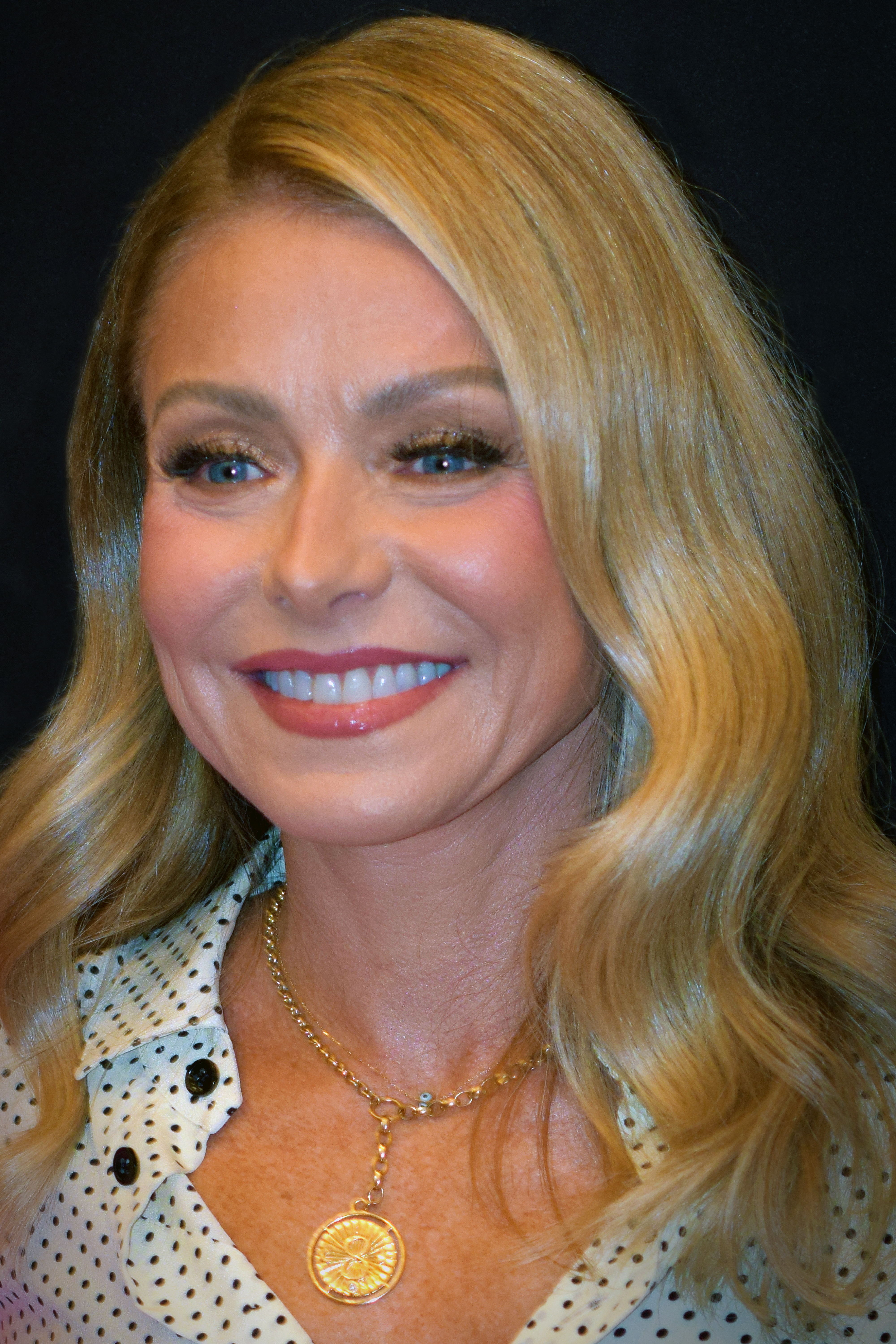
Kelly Ripa (* 1970)

- Ripa, Manuela (* 1976), deutsche Politikerin (ÖDP)
- Ripa, Matteo (1682–1746), italienischer Missionar und Orientalist
- Ripalta, Giovanni Domenico, italienischer Organist und Komponist
- Ripamonti, Camillo (1919–1997), italienischer Politiker, Mitglied der Camera dei deputati und des Senato della Repubblica
- Ripamonti, Lucia (1909–1954), italienische römisch-katholische Ordensschwester, Selige
- Ripanti, Marco (* 1972), Boulespieler
- Rîpanu, Alina (* 1981), rumänische Leichtathletin
- Ripard, John (* 1930), maltesischer Segler und Unternehmer
- Ripari, Pietro (1802–1885), italienischer Patriot, Arzt, Journalist und Freiheitskämpfer im Rahmen des Risorgimento

### Ripb
- Ripberger, Dieter (* 1987), deutscher Theaterdirektor und Kulturmanager
- Ripberger, Peer Mia (* 1987), deutscher Regisseur, Autor, Theaterintendant und Theaterleiter

### Ripe
- Ripe, Wilhelm (1818–1885), deutscher Maler und Grafiker
- Ripellino, Angelo Maria (1923–1978), italienischer Slawist, Dichter, Übersetzer und Autor
- Riperdá, Juan Guillermo († 1737), niederländischer Abenteurer, spanischer Minister
- Ripert von Sachsenhausen, Schultheiß von Frankfurt am Main
- Ripert, Émile (1882–1948), französischer Dichter und Romanist
- Ripert-Monclar, François de (1711–1773), französischer Gerichtsmagistrat
- Ripert-Monclar, Joseph-Anne-Amédée-François (1844–1921), französischer Botschafter
- Riperton, Minnie (1947–1979), US-amerikanische Soulsängerin

### Ripf
- Ripfel, Josef (* 1938), schwedischer Radrennfahrer

### Riph
- Riphagen, Dries (1909–1973), niederländischer KriminellerDries Riphagen (1909–1973)

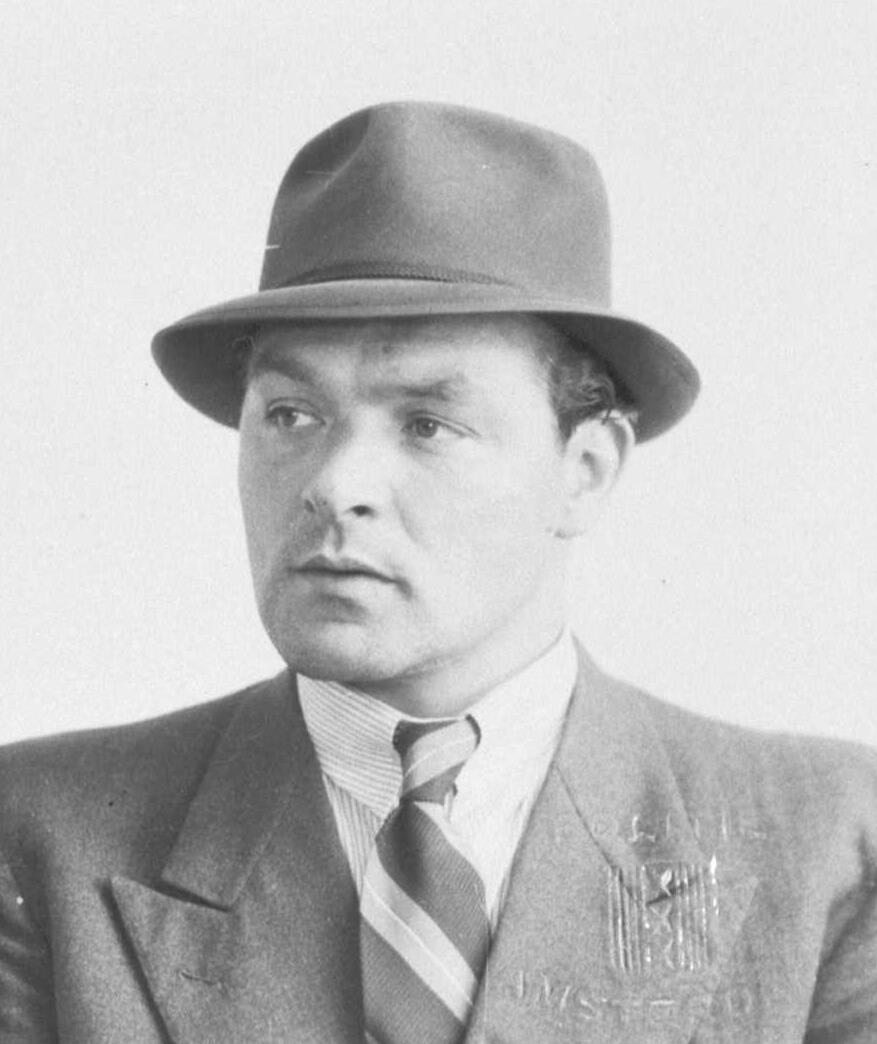
Dries Riphagen (1909–1973)

- Riphahn, Marlene (1922–2004), deutsche Schauspielerin und Synchronsprecherin
- Riphahn, Regina T. (* 1965), deutsche Wirtschaftswissenschaftlerin und Hochschullehrerin
- Riphahn, Wilhelm (1889–1963), deutscher Architekt
- Riphan, Theodor (1577–1616), deutscher Theologe, Weihbischof in Köln
- Riphaus, Andrea (* 1970), deutsche Ärztin und Wissenschaftlerin

### Ripi
- Ripic, Daniel (* 1996), österreichisch-kroatischer Fußballspieler

### Ripk
- Ripka, Hubert (1895–1958), tschechoslowakischer Autor und Politiker
- Ripke, Axel (1880–1937), deutscher Journalist und Politiker (DVP, NSDAP)
- Ripke, Franz-Josef (* 1954), deutscher Fußballspieler
- Ripke, Friedrich-Otto (* 1953), deutscher Politiker (CDU), MdL
- Ripke, Paul (* 1981), deutscher FotografPaul Ripke (* 1981)

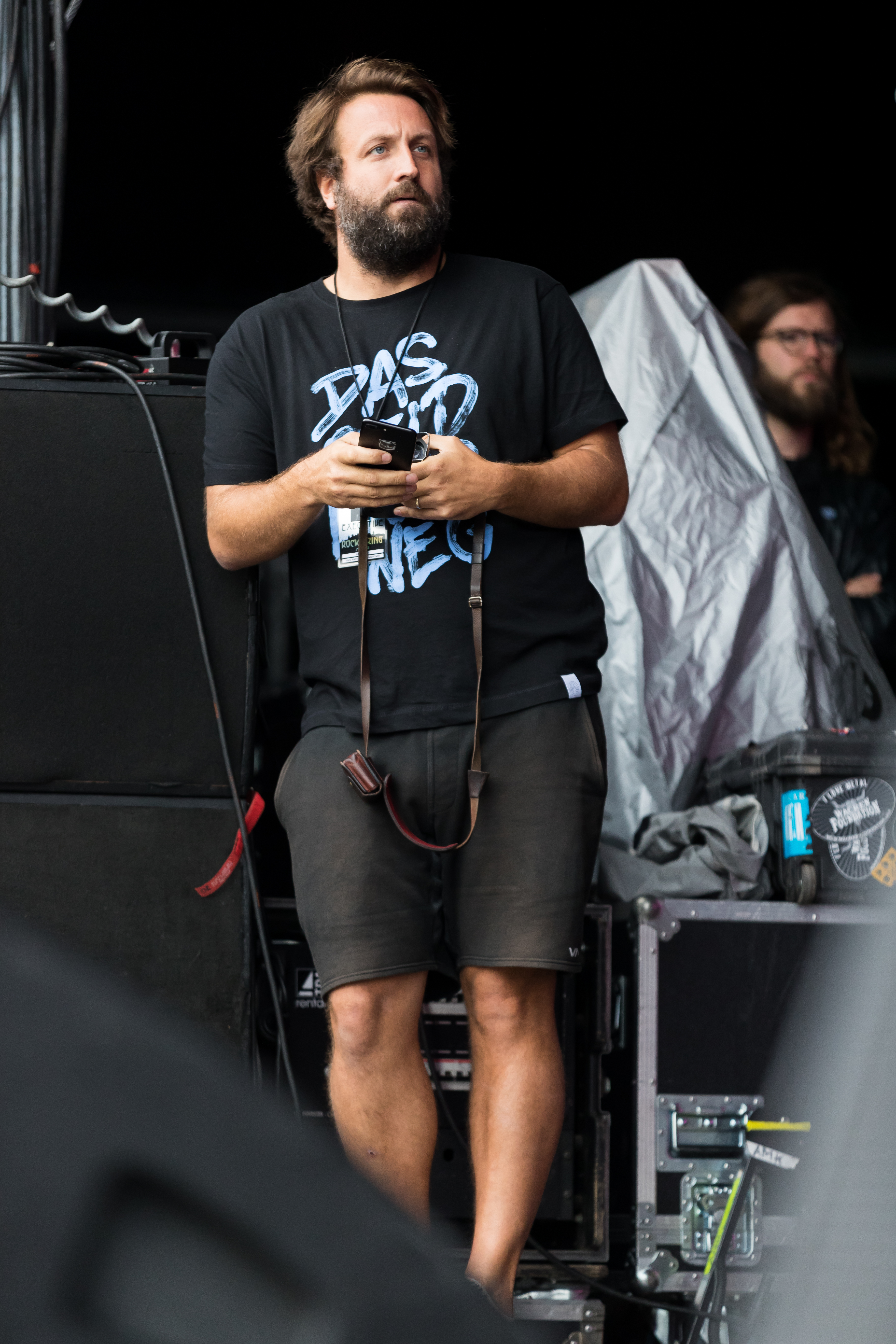
Paul Ripke (* 1981)

- Ripke-Kühn, Lenore (1878–1955), deutsche Philosophin, Pianistin und Reiseschriftstellerin
- Ripken, Cal Jr. (* 1960), US-amerikanischer Baseballspieler
- Ripken, Georg (1900–1962), deutscher Politiker (DP, CDU), MdB
- Ripkens, Gerd (1929–1988), deutscher Politiker (CDU), MdL
- Ripkens, Karl-Heinz (* 1937), deutscher Fußballspieler
- Ripkens, Martin (1934–2012), deutscher Autor, Filmprüfer und Filmregisseur
- Ripking, Bernhard (1682–1719), deutscher Markscheider, Maschinenmeister, Mechaniker, Montanist, Ingenieur, Experimentalphysiker, Geodät und Kartograf sowie Leibniz-Korrespondent

### Ripl
- Ripl, Wilhelm (1937–2022), österreichischer Landschaftsökologe, Süßwasserökologe und Hochschullehrer
- Ripley, Alexandra (1934–2004), US-amerikanische Schriftstellerin
- Ripley, Arthur (1897–1961), US-amerikanischer Drehbuchautor, Filmregisseur und -produzent
- Ripley, Brian D. (* 1952), britischer Mathematiker
- Ripley, Dorothy (1767–1832), britische Missionarin
- Ripley, Eleazer Wheelock (1782–1839), US-amerikanischer General im Britisch-Amerikanischen Krieg und Politiker
- Ripley, Fay (* 1966), britische Schauspielerin
- Ripley, George († 1490), englischer Kanoniker und Alchemist
- Ripley, George (1802–1880), amerikanischer Schriftsteller
- Ripley, Heather (* 1959), schottische Schauspielerin
- Ripley, James Wheelock (1786–1835), US-amerikanischer Politiker
- Ripley, Keith (1935–2012), englischer Fußballspieler
- Ripley, Randall B. (1938–2021), US-amerikanischer Politikwissenschaftler und Hochschullehrer
- Ripley, Rhea (* 1996), australische WrestlerinRhea Ripley (* 1996)

Rhea Ripley (* 1996)

- Ripley, Richard (1901–1996), britischer Sprinter
- Ripley, Robert (1890–1949), US-amerikanischer Comiczeichner, Radioreporter und Weltreisender
- Ripley, Sidney Dillon (1913–2001), US-amerikanischer Ornithologe und Naturschützer
- Ripley, Steve (1950–2019), US-amerikanischer Country und Blues-Gitarrist
- Ripley, Stuart (* 1967), englischer Fußballspieler
- Ripley, Sylvia, englische Badmintonspielerin
- Ripley, Thomas C. (* 1807), US-amerikanischer Jurist und Politiker
- Ripley, William Z. (1867–1941), amerikanischer Wirtschaftswissenschaftler und Anthropologe
- Riplinger, Karl (* 1904), deutscher Politiker (CDU), MdL

### Ripo
- Ripoche, Michel (1953–2024), französischer Jazzmusiker (Geige)
- Ripoll Muntaner, Andrés (1933–2017), spanischer Ingenieur
- Ripoll, Sylvain (* 1971), französischer Fußballspieler und -trainer
- Ripon, Elie, Schweizer Soldat

### Ripp
- Ripp, Hans (* 1946), deutscher Fußballspieler
- Ripp, Hans-Jürgen (1946–2021), deutscher FußballspielerHans-Jürgen Ripp (1946–2021)

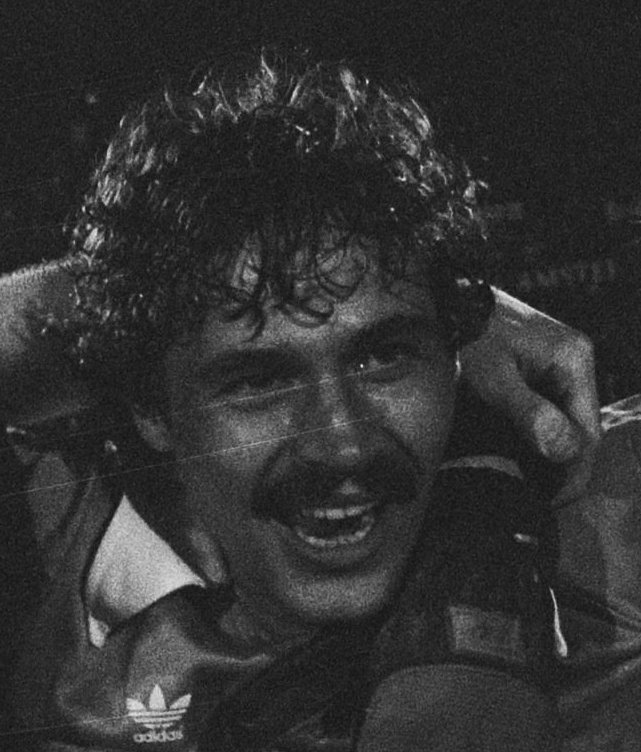
Hans-Jürgen Ripp (1946–2021)

- Ripp, Johann Caspar († 1726), deutscher Porzellan-, Fayence- und Blaumaler
- Rippa, Giuseppina (1913–1943), italienische Hausangestellte
- Rippe, Johannes (1838–1908), deutscher Architekt, Baubeamter und Politiker (MdBB)
- Rippe, Klaus Peter (* 1959), deutscher Philosoph und Hochschullehrer
- Rippel, Gregor (1681–1729), deutscher römisch-katholischer Geistlicher und Theologe
- Rippel, Günter (1943–2019), deutscher Straßenbauer und Senator (Bayern)
- Rippel, Hermann (1915–2006), österreichischer reformierter Pfarrer und Militärsuperintendent
- Rippel, Joachim (* 1950), deutscher Politiker (CDU)
- Rippel, Nikolaus (1594–1666), Schweizer Politiker
- Rippel, Otto (1878–1957), deutscher Verleger und Politiker (DNVP, CSVD, CDU), MdR, MdL
- Rippel, Wenzel (1902–1982), deutscher Politiker (SPD), MdL Bayern
- Rippel-Baldes, August (1888–1970), deutscher Mikrobiologe
- Rippelbeck, Hans Bernhard (1884–1951), Politiker Rheinland-Pfalz
- Ripper, Alice (1889–1961), ungarische Pianistin
- Ripper, Michael (1913–2000), britischer Schauspieler
- Ripper, Philipp (1850–1907), Landtagsabgeordneter Großherzogtum Hessen
- Ripper, Rudolph Carl von (1905–1960), österreichischer Maler des Surrealismus; Widerstandskämpfer
- Ripper-Schwabe, Emma (1909–1997), österreichische Skirennläuferin
- Ripperda, August von (1779–1863), deutscher Offizier und Landrat des Kreises Düren
- Ripperda, Bolo von (1630–1680), Häuptling und Präsident der Ostfriesischen Landschaft
- Ripperda, Occa Johanna (1619–1686), Obersthofmeisterin am Schwedischen Königshof
- Ripperda, Willem (1600–1669), niederländischer Adliger und Unterhändler zu den Verhandlungen zum Westfälischen Frieden
- Ripperger, Rolf (1928–1975), deutscher SchauspielerRolf Ripperger (1928–1975)

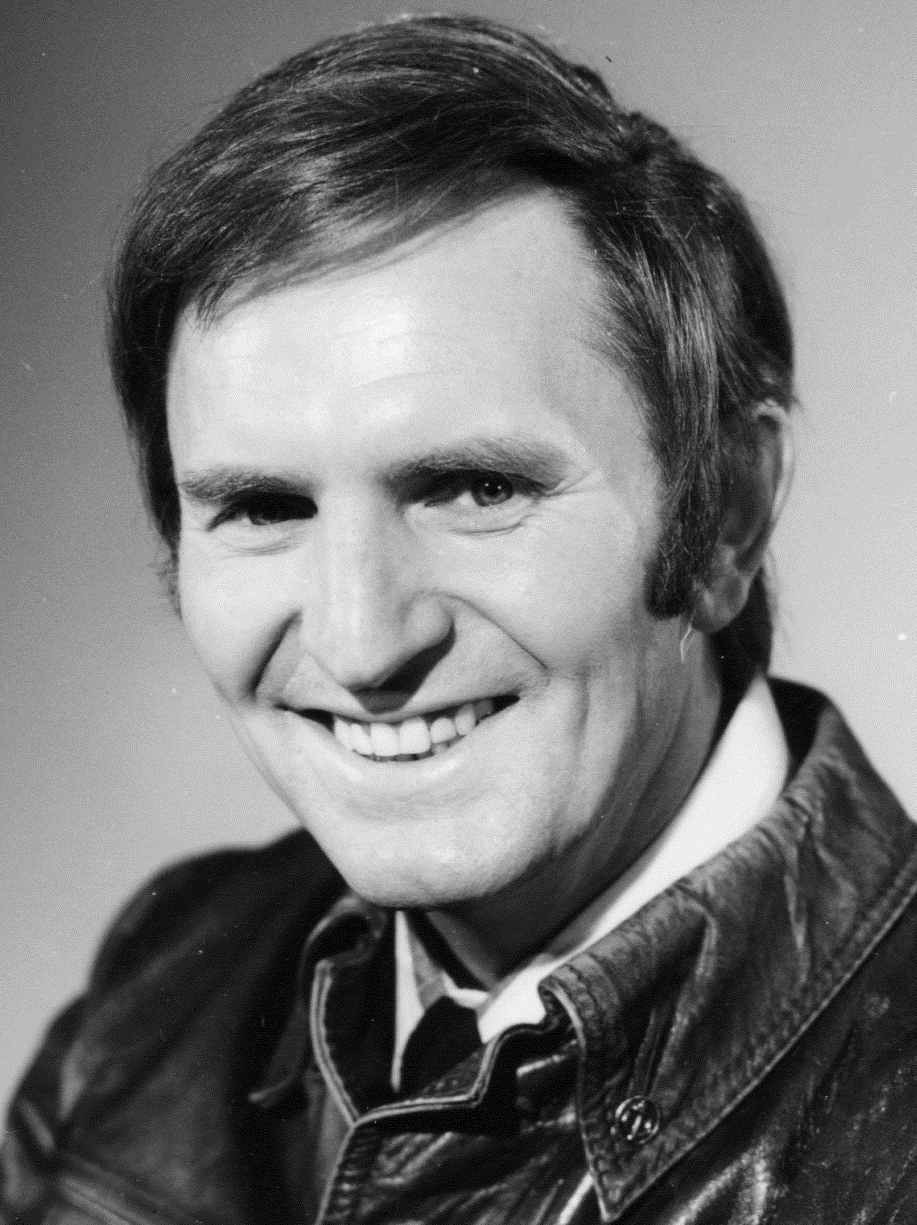
Rolf Ripperger (1928–1975)

- Rippert, Andreas (* 1958), deutscher Beamter und Leiter des Kampfmittelräumdienstes des Landes Bremen
- Rippert, Guillaume (* 1985), französischer Fußballspieler
- Rippert, Heinz (1912–1989), deutscher Schauspieler bei Bühne, Film und Fernsehen sowie Autor, Theaterregisseur und -intendant
- Rippert, Horst (1922–2013), deutscher Journalist und Sportreporter beim ZDF
- Rippert, Jean Jacques († 1724), Flötenbauer
- Rippert, Otto (1869–1940), deutscher Theaterschauspieler und Filmregisseur
- Rippert, Ulrich (* 1951), deutscher Politiker (SGP)
- Rippert, Winfried (1935–2020), deutscher Politiker (CDU), MdL
- Rippey, Jim (* 1970), US-amerikanischer Snowboarder
- Rippich, Christoph (* 1938), deutscher Politiker (SPD), MdL
- Rippin, Andrew (1950–2016), kanadischer Islamwissenschaftler und Hochschullehrer
- Ripping, Ludwig Hugo (1837–1898), deutscher Psychiater
- Rippl, Erich (* 1958), österreichischer Politiker (SPÖ), Landtagsabgeordneter
- Rippl, Eugen (1888–1945), tschechischer Slawist und Hochschullehrer
- Rippl, Gabriele (* 1962), deutsch-schweizerische Literaturwissenschaftlerin
- Rippl, Helmut (1925–2022), deutscher Garten- und Landschaftsarchitekt, Parkdenkmalpfleger, Pücklerforscher, Gärtner und Publizist
- Rippl-Rónai, József (1861–1927), ungarischer Maler
- Ripple, William J. (* 1952), amerikanischer Ökologe und Hochschullehrer
- Rippler, Heinrich (1866–1934), deutscher Schriftsteller, Journalist und Politiker (DVP), MdR
- Rippler, Stefan (* 1985), deutscher Autor, Journalist und Berater
- Ripplinger, Stefan (* 1962), deutscher Journalist und Filmkritiker
- Ripploh, Frank (1949–2002), deutscher Schauspieler, Autor und FilmregisseurFrank Ripploh (1949–2002)

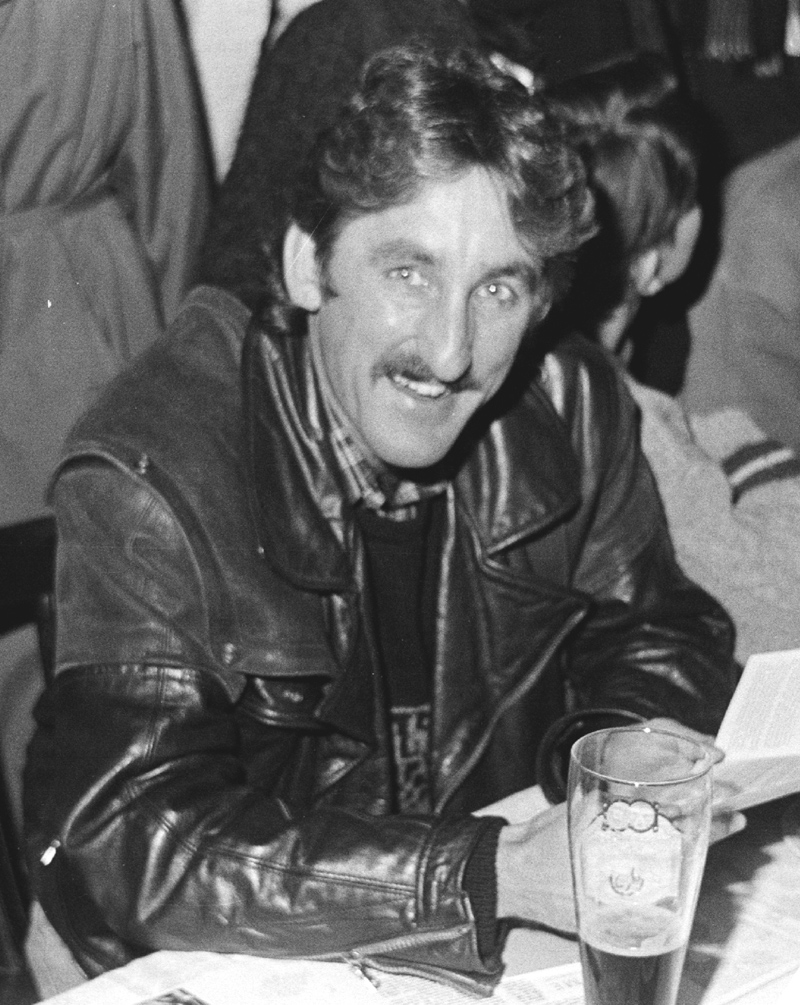
Frank Ripploh (1949–2002)

- Rippmann, Dorothee (* 1951), Schweizer Historikerin und Archäologin
- Rippmann, Erik Jan (* 1968), Schweizer Regisseur, Autor, Schauspieler
- Rippmann, Friedrich (1868–1940), württembergischer Oberamtmann und Landrat
- Rippo, Gino (1895–1958), italienischer Dokumentarfilmer, Filmregisseur, Kameramann und Autor
- Rippon, Adam (* 1989), US-amerikanischer Eiskunstläufer
- Rippon, Angela (* 1944), englische Fernsehmoderatorin und Nachrichtensprecherin
- Rippon, Geoffrey, Baron Rippon of Hexham (1924–1997), britischer konservativer Politiker, Mitglied des House of Commons und Jurist
- Rippon, Georgina, britische Psychophysiologin und Professorin
- Rippon, Melissa (* 1981), australische Wasserballspielerin
- Rippon, Rebecca (* 1978), australische Wasserballspielerin
- Ripps, Hillary Anne, US-amerikanische Filmproduzentin
- Rippstein, Louis (1915–1999), Schweizer Politiker
- Rippy, Leon (* 1949), amerikanischer Schauspieler
- Rippy, Matt (* 1968), US-amerikanischer Schauspieler

### Rips
- Rips, Eliyahu (1948–2024), israelischer Mathematiker
- Rips, Franz-Georg (* 1949), deutscher Jurist, Direktor des deutschen Mieterbundes
- Rips, Piret (* 1965), estnische Komponistin
- Ripsam, Iris (1959–2024), deutsche Politikerin (CDU), MdB
- Ripstein, Arturo (* 1943), mexikanischer Regisseur, Produzent und Drehbuchautor